# Onthophagus montreuili
Onthophagus montreuili é uma espécie de inseto do género Onthophagus, família Scarabaeidae, ordem Coleoptera.

## História
Foi descrita cientificamente por Moretto & Génier em 2010.